# Cazuela
Cazuela é o nome em espanhol para caçarola, tradicionalmente de barro, usado para várias preparações culinárias e é também o nome de alguns desses pratos.  No Chile e no Peru, a cazuela é um cozido ou ensopado de carne ou peixe com uma grande variedade de hortaliças, engrossada com batata, arroz, massa ou algum tipo de farinha de milho.  
Na Espanha, aparentemente a cazuela é um guisado com tomate, a avaliar por receitas também sul-americanas de “cazuela española”, principalmente de peixe e mariscos.   O prato espanhol mais parecido com a cazuela sul-americana é a "olla podrida".
A cazuela equatoriana, tipicamente de peixe ou mariscos, é muito diferente das preparações mencionadas atrás, uma vez que se trata dum empadão feito com massa de banana-macaco (“platano” na América Latina) temperada e cozido no forno com um recheio de peixe ou marisco cozinhado com manteiga-de-amendoim.  
Uma receita de "cazuela-de-vaca" do Chile inclui, além da carne e seu caldo, batata, cebola, abóbora, cenoura, maçarocas cortadas em pedaços, pimento vermelho, aipo, alho-porro e, como condimentos, coentro fresco, páprica, orégão, sal e pimenta. O cozido é engrossado com farinha de milho.  Já a receita de “cazuela de cordero” do Peru inclui o mesmo sortido de verduras e condimentos, mas temperado com tomate, vinagre e achiote (o “colorau-da-árvore”). 